# Lawn (Terranova y Labrador)
Lawn es un pueblo canadiense situado en la provincia de Terranova y Labrador.

## Superficie
Lawn tiene una superficie de 3,52 km².

## Demografía
En 2021, tenía 583 habitantes, una densidad poblacional de 165,7 hab./km², y 291 viviendas.